# جون لامبرت (سياسي)
جون لامبرت (بالإنجليزية: John Lambert)‏ هو سياسي أمريكي، ولد في 24 فبراير 1746 في مقاطعة هونتردون في الولايات المتحدة، وتوفي في 4 فبراير 1823 في الولايات المتحدة. حزبياً، نشط في الحزب الجمهوري الديمقراطي.

## مناصب
- انتخب حاكم نيو جيرسي [الإنجليزية]‏ (28 أكتوبر 1802 – 29 أكتوبر 1803).
- انتخب عضو جمعية نيوجيرسي العامة.
- انتخب عضو مجلس النواب الأمريكي.
- انتخب عضو مجلس الشيوخ الأمريكي.